# Port de la Creusille
Le port de la Creusille, dans la partie sud de Blois, est un port fluvial sur la rive gauche de la Loire.

## Toponymie
Le terme Creusille provient tel quel de l’ancien blésois (ancien dialecte), et désignait la « creuse coquille du pèlerin », en référence à la coquille portée par les pèlerins chrétiens vers Saint-Jacques-de-Compostelle, en Galice (Espagne).

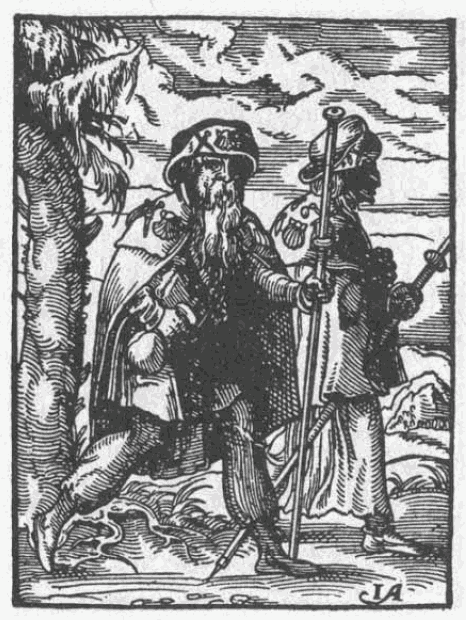
Pèlerins de Saint-Jacques-de-Compostelle avec leur besace, leur bourdon et des coquilles Saint-Jacques représentées sur leur col et leur chapeau, gravure de 1568.

## Historique
Depuis l’Antiquité, le fleuve ligérien constitue l’axe principal de la région pour les transports, et son lit a rendu le val de Loire arable et propice à l’agriculture. De fait de sa localisation stratégique, Blois est un lieu de passage obligatoire pour ceux qui suivent le chemin de Saint-Jacques-de-Compostelle par la voie de Paris et de Tours. Les flux de personnes et de marchandises sont ainsi constants, et justifient l’aménagement rudimentaire de grèves à plusieurs points des bords de Loire.
Au Moyen Âge, le fleuve est également aménagé de manière drastiquement différente par rapport à aujourd’hui. En effet, le pont médiéval était habillé d’habitations, et une digue submersible –appelée duit, et longue de 650 m– fut construite au milieu de l’eau vers le IXe siècle (au moins) pour alimenter 5 moulins à eau.
Vienne étant une seigneurie distincte de la rive droite jusqu’en 1606, Blois possédait alors un « Port Vieil » sur sa rive nord, au niveau de l’actuelle rue du Commerce.
À partir du XVIIe siècle, le maraîchage, le transport fluvial, la pêche, la tannerie et l’hôtellerie sont des activités florissantes dont l’essor dépasse la capacité de simples grèves sur le rivage. Un port avec deux rampes d’accès à la berge est ainsi aménagé.
Après la chute du pont médiéval en 1716, le port est renforcé dans le cadre des travaux des levées de la Loire et de la construction du nouveau pont Jacques-Gabriel. Les moulins à eau furent détruits, mais les duits réajustés afin de dévier le courant du fleuve vers la rive droite et ainsi l’éloigner du port, facilitant l’amarrage des bateaux. En 1717, une digue est construite dans le prolongement de la Creusille, vers l’est : l’opération assèche le chenal fluvial de la Bouillie et rattache ainsi l’ancienne île de Vienne à la rive gauche.
L’arrivée du chemin de fer à Blois en 1846 oblige le port à se réinventer. Maintenant que les marchandises et les personnes peuvent rejoindre Paris en quelques heures (contre plusieurs jours en bateau, avec durée variable en fonction du sens, de la saison, de la météo, etc.), la Creusille se mue progressivement en chantier naval.
Néanmoins, les crues à répétition de 1846, 1856, 1866 et 1907 inondent et paralysent à plusieurs reprises le port.
Dans le même temps, une nouvelle activité fait son apparition au XIXe siècle : l’extraction de sable. Les cribleurs extraient ainsi du sable et du gravier directement sur le lit mineur de la Loire, mais la pratique a été suffisamment importante pour abaisser la ligne d’eau, abaisser la nappe alluviale, assécher des zones humides et faire disparaître des frayères à brochets. L’extraction à Blois a donc naturellement été abolie en 1995.

## Bateaux traditionnels

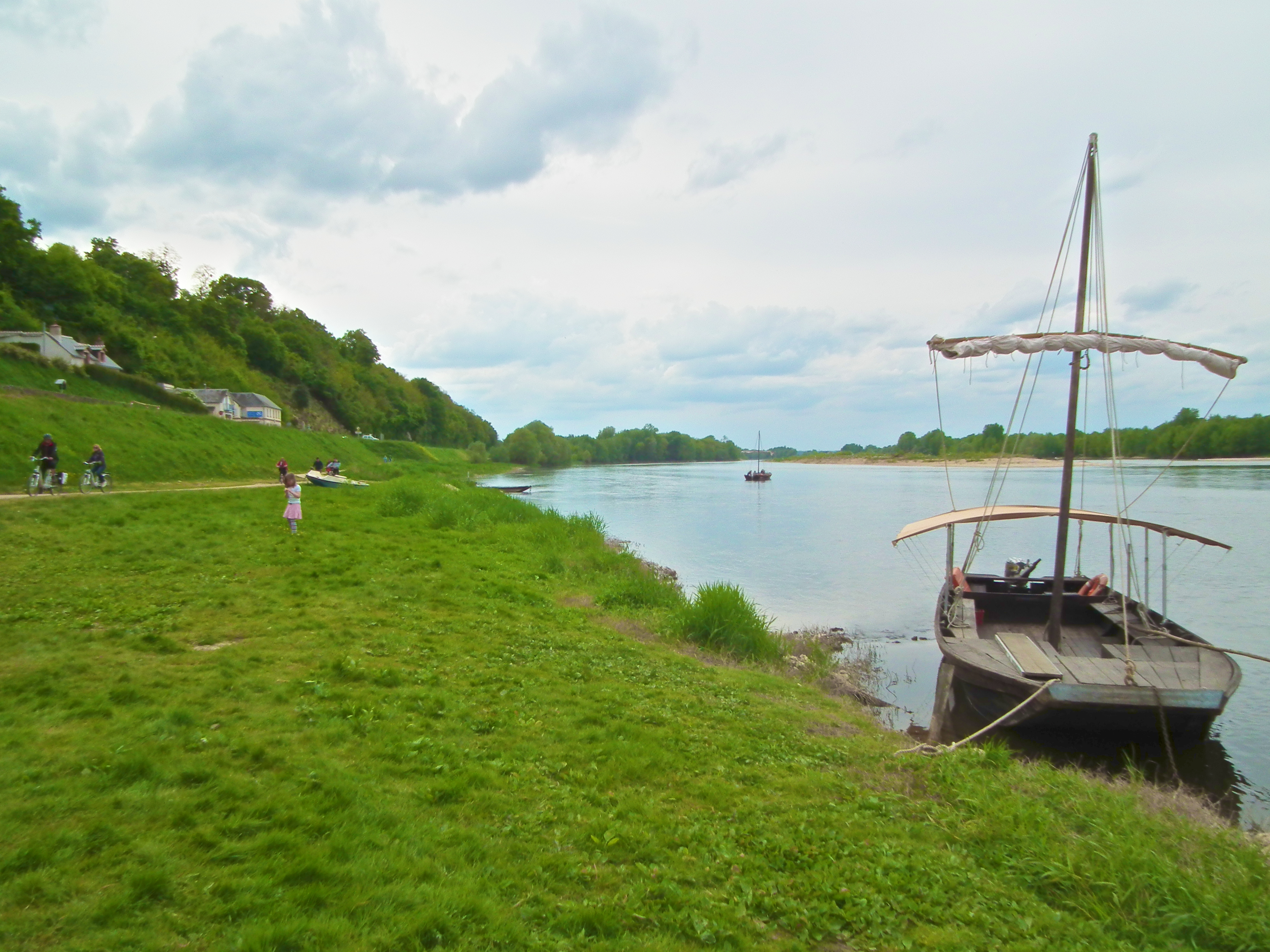
Gabare à Chaumont-sur-Loire
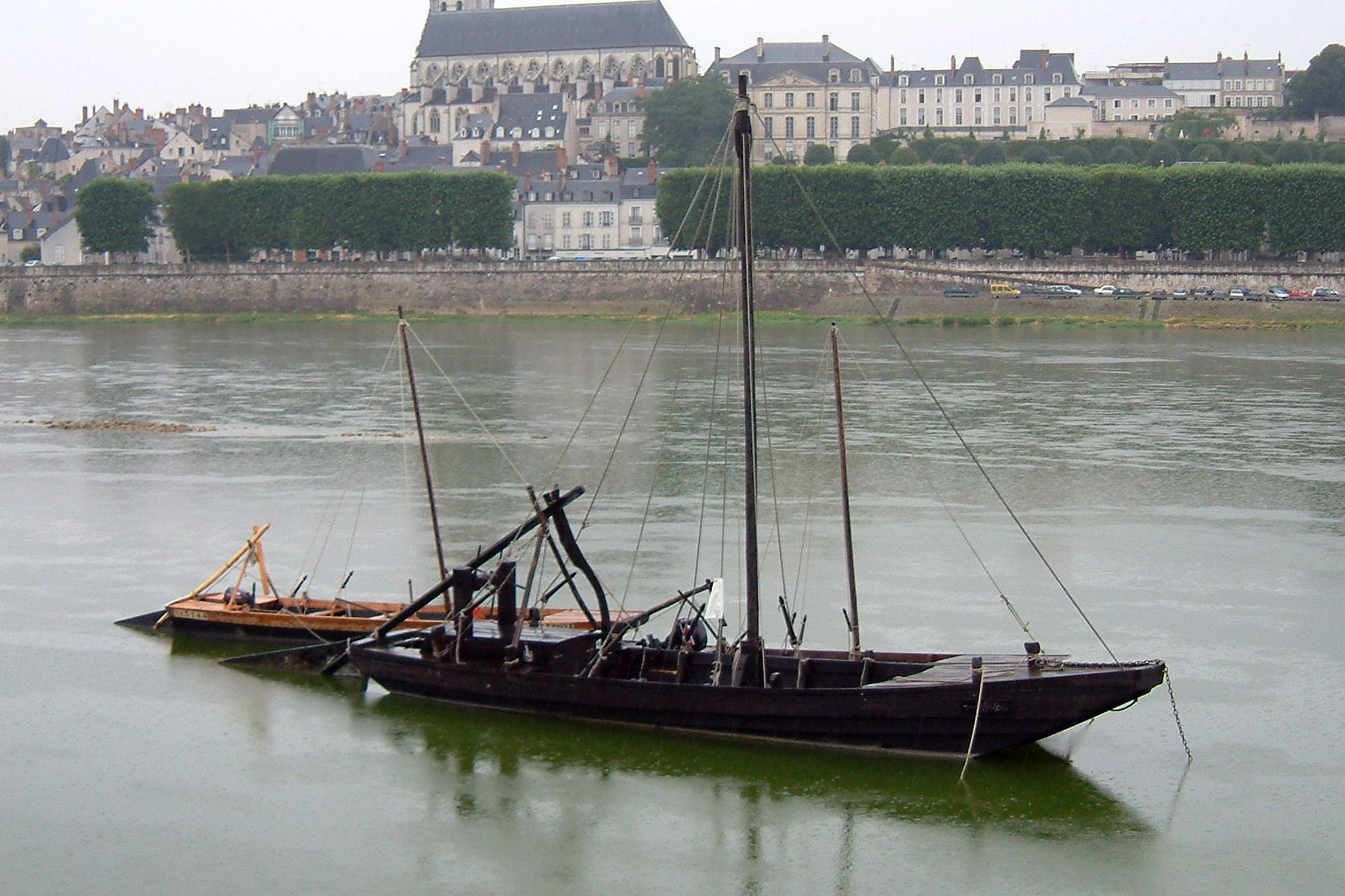
Fûtreau à la Creusille
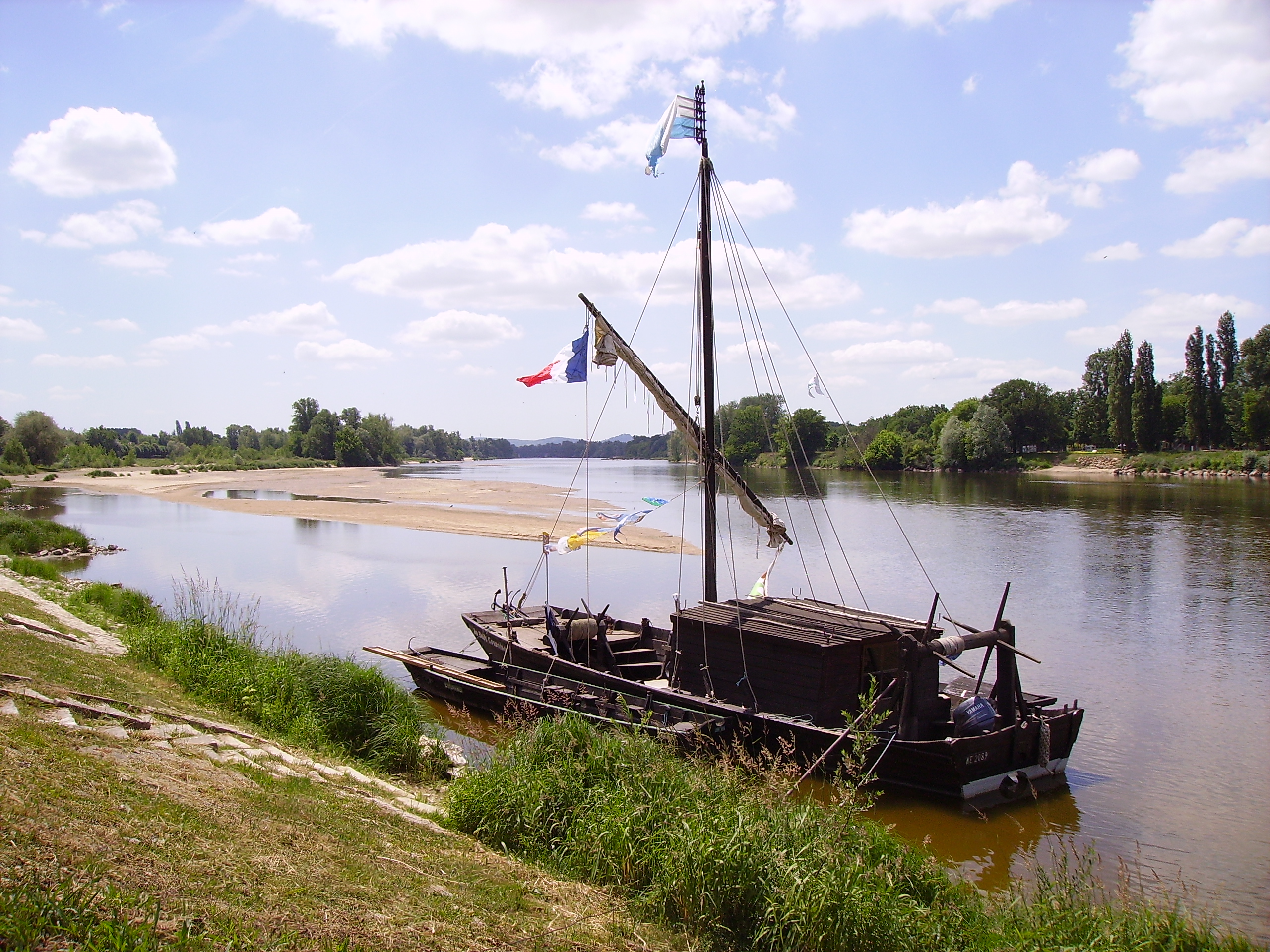
Toue cabanée à Cosne-Cours-sur-Loire

## La Creusille aujourd’hui
Depuis l’an 2000, la Creusille fait partie du patrimoine mondial de l’humanité de l’UNESCO.
Le port a aujourd’hui laissé place à un parc urbain sur les bords de Loire, agrémenté d’un espace de loisirs. Accessible en voiture, le parc est doté d’une aire de stationnement, d’une aire de jeux, d’aires de pique-nique, d’une table de ping-pong, d’une bibliothèque en libre service ou encore d’un boulodrome, et donne accès libre à de l’eau potable et à de l’électricité.
Le parc se situe sur le parcours de La Loire à vélo et de la 6e Route européenne à vélo. 
Depuis 2010, une guinguette anime le parc en été.
La Creusille accueille également l’Observatoire Loire, qui propose des balades en bateau traditionnel sur le fleuve.

## Panorama sur Blois
Jusqu’au XIXe siècle, une grande partie des arrivées depuis Paris se faisaient en Vienne, et principalement par la Creusille.
La première vue sur Blois fut ainsi marquée autant par les reflets de la Loire que par le vallon creusé par l’Arrou, à un point tel que Victor Hugo, alors en visite à son père installé dans la ville depuis sa retraite, qualifia Blois de « ville étagée en long amphithéâtre ».

En effet, le panorama depuis la Creusille permet de contempler en même temps un grand nombre de monuments de la rive droite (ou centre historique), dont (d'est en ouest) le pont Jacques-Gabriel, l'église Saint-Nicolas, la silhouette du château, la tour Beauvoir, la cathédrale Saint-Louis, l'hôtel de ville, le jardin de l'Évêché, la basilique Notre-Dame-de-la-Trinité et le pont Charles-de-Gaulle, le tout se reflétant sur la Loire.

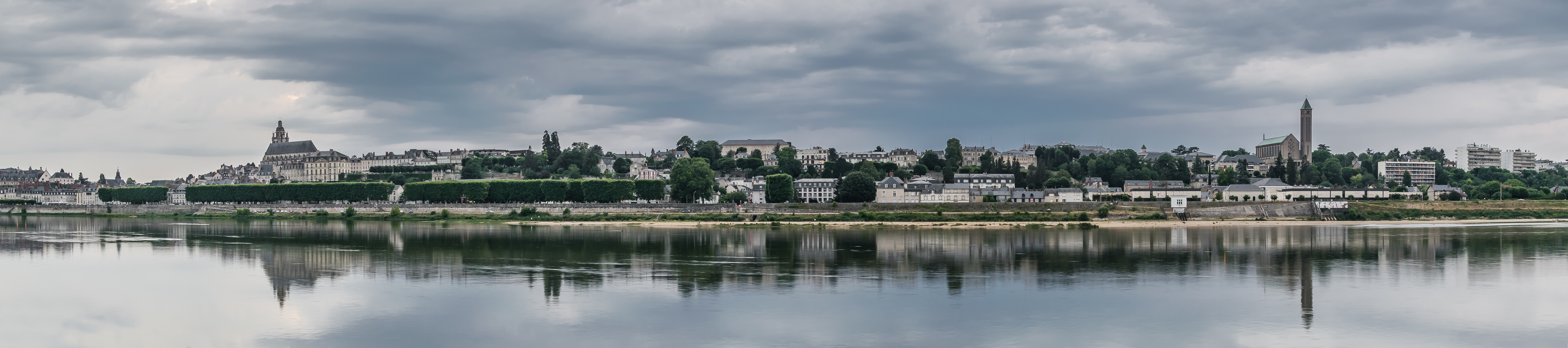
Vue panoramique sur la rive droite.
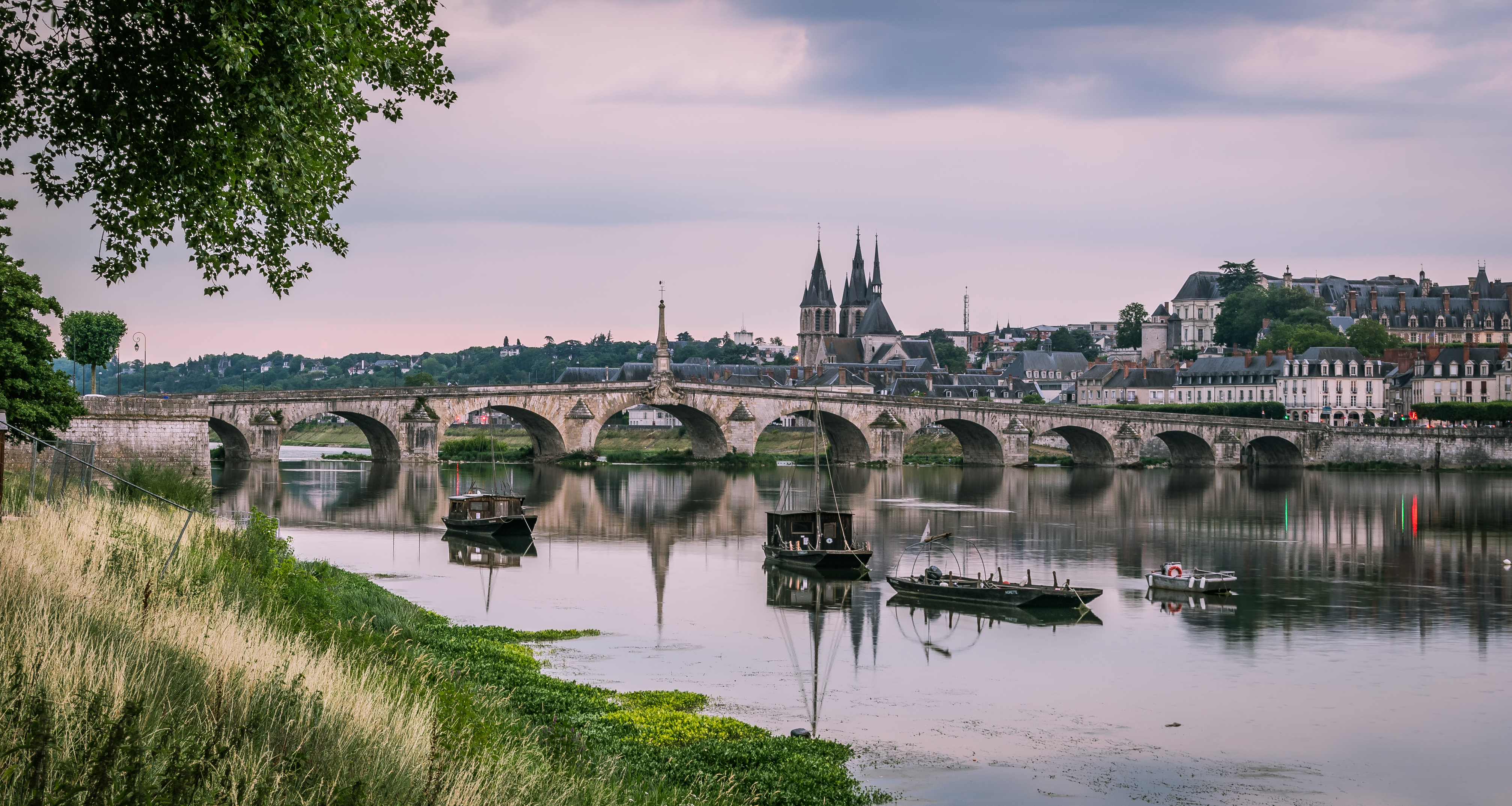
Le pont Jacques-Gabriel, l'église Saint-Nicolas et le château derrière les bateaux de la Creusille.
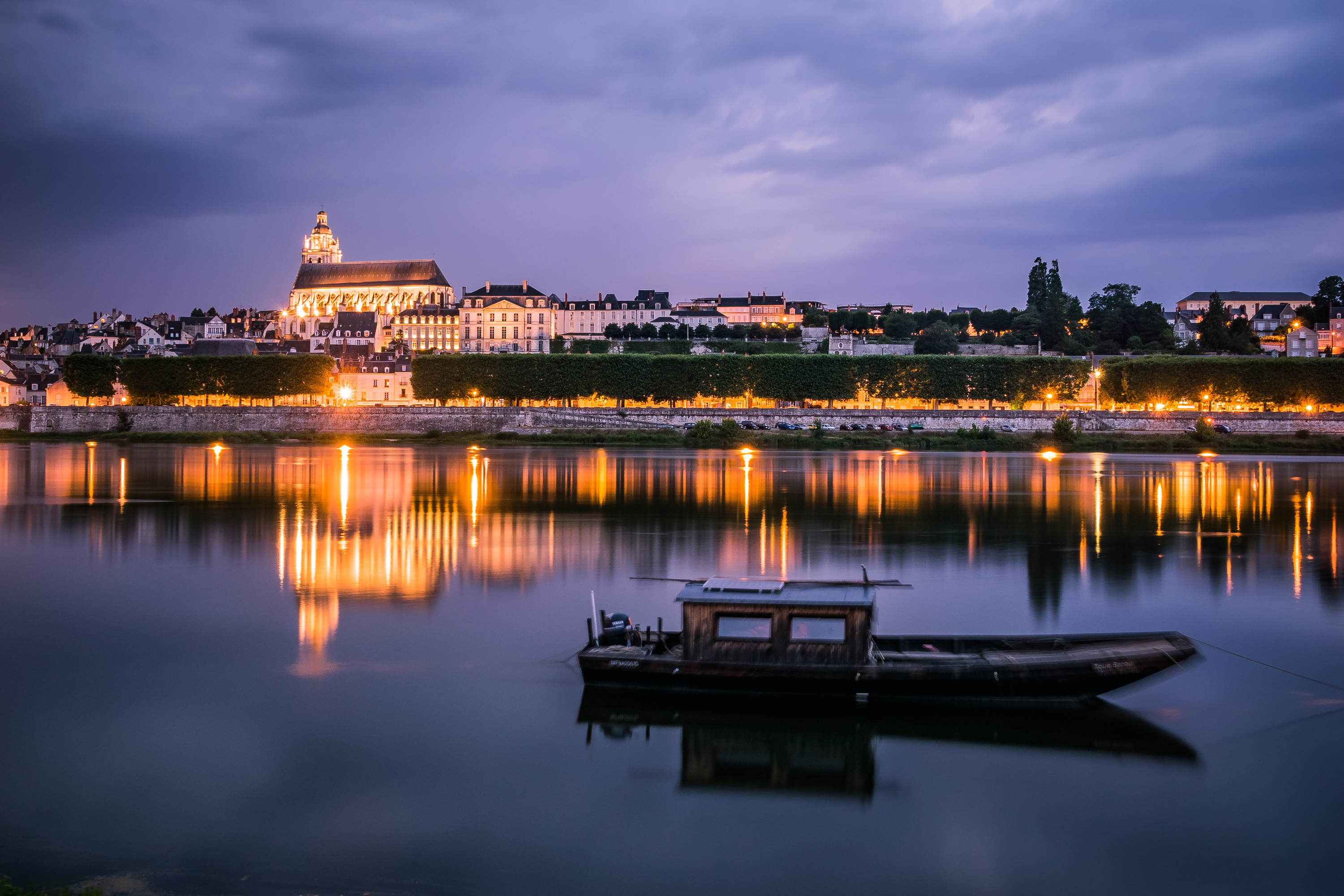
La cathédrale et le mail illuminés en début de soirée, vus depuis la Creusille.